# مارسلو مولر
مارسلو مولر (انگلیسی: Marcelo Süller؛ زادهٔ ۲۹ اکتبر ۱۹۷۱) بازیکن فوتبال اهل آرژانتین است.